# Palacio de Montceaux
El castillo de Montceaux (en francés: château de Montceaux) fue un château —residencia señorial— renacentista francés ubicado en Seine-et-Marne, en la comuna de Montceaux-lès-Meaux. Fue en varias ocasiones propiedad de reinas de Francia, siendo por ello llamado Château Royal de Montceaux-Les-Meaux, Château des reines o Château des trois reines. 
Fue adquirido en el siglo por XVI por Catalina de Médici quien confió el embellecimiento a Philibert Delorme. Otros artistas, como Jacques Androuet du Cerceau, Le Primatice o Salomon de Brosse participaron en las sucesivas transformaciones y decoraciones de la propiedad. Recomprado por Enrique IV, se lo ofreció a Gabrielle de Estrées, su amante, y luego pasó a ser propiedad de María de Médici con motivo del nacimiento de Luis XIII.
Destruido pocos años después de la Revolución, quedan hoy unas ruinas así como una capilla, los edificios de la antecorte transformados en casa burguesa y la parte este del castillo que se ha convertido en corps de ferme. Un parque llamado del castillo de Montceaux también conserva la memoria. El castillo fue clasificado como monumento histórico en 2005.

## Historia

### El castillo de Jean Laguette
La construcción del castillo original se inició hacia 1520 por la familia Saligaut o Saligot. Un acta de 1504 indica que Michel Saligaut, señor de Monceaulx y de Montretout en Brye, se comprometía a fundar una capilla dedicada a la Virgen en el «chasteau dudit Montcealx».

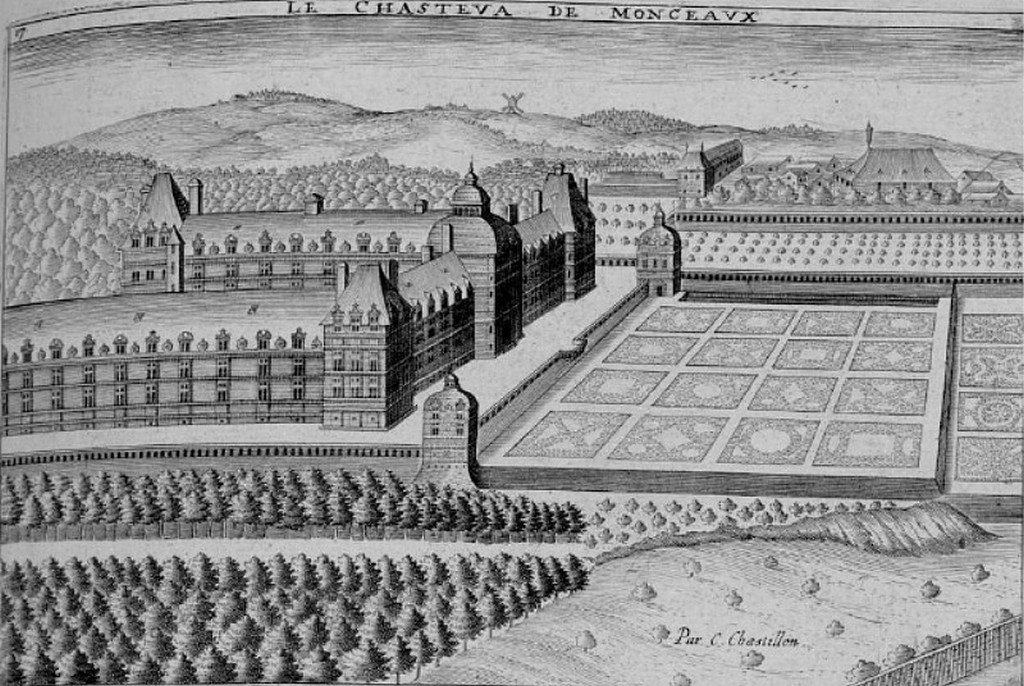
El castillo en un grabado de Châtillon.

Su nieta, Marie Saligaut, lo aportó como dote en 1531 al notario y secretario del rey Jean Laguette. Enriquecido gracias a su oficio de «receptor de las finanzas extraordinarias y de partidas casuales», en 1544 hizo reconstruir el castillo de Montceaux. Hizo elevar un corps de bâtiment con pabellones en las esquinas, un ala con un gran salón y una capilla de piedra y ladrillo. En 1546, pidió al maestro albañil Pierre Desilsles que mejorara «un antiguo cuerpo de albergue» del castillo construido por los Saligauts y que repintara su fachada con ladrillos simulados. En 1547, hizo cubrir una larga galería de 50 m y 6 m de ancho. El castillo era entonces un cuadrilátero con cuatro pabellones en las esquinas y rodeado por un foso. El corps de logis comprende un pabellón central con una escalera con rampas rectas. El castillo tiene una fachada de dos plantas sobre la que se realizan pilastras de cantería, cuyos capiteles deben ser de estilo dórico en la planta baja y de estilo jónico en la planta superior. El arquitecto, desconocido, planeó separar los pisos mediante un entablamento con triglifos para el orden dórico y con devanados para el orden jónico. Fue la primera aplicación en Francia del sistema indicado por Vitruvius y enseñado por Sebastiano Serlio que estaba en el Château de Fontainebleau desde 1541.
Se especula sobre si sería esta construcción lo que llamaría la atención del rey Enrique II sobre los asuntos económicos de su recaudador y que finalmente supondría la caída de Laguette. En cualquier caso, en 1555, Jean Laguette, acusado de malversación, tuvo que cederle el castillo apenas terminado. Un año después, el rey se lo ofreció a su esposa Catalina de Medici, quien apreciaba el sitio.

### El castillo de Catalina de Médici
A partir de 1558, hizo remodelar el castillo por el arquitecto Philibert Delorme y el ebanista Francesco Scibec de Carpi. Castillo personal de la reina, ella quería recibir en él al rey sin la presencia de su amante Diana de Poitiers.
Hizo construir al final de paseo del "Mail" (donde se puede jugar al jeu de mail, es decir una especie de croquet), el pabellón de la gruta, en 1557. En el lado del Mail un loge permitía ver a los jugadores. Al construir este pabellón con una fachada de orden colosal, Delorme trataba de rivalizar con la gruta construida por Le Primatice en el castillo de Meudon. Después de la muerte accidental del rey, la reina madre permaneció muchas veces allí. La más famosa fue la de septiembre de 1567 durante la cual se desarrolló la trama denominada "sorpresa de Meaux" que previó que una tropa de hugonotes secuestra a la reina y su hijo. Fue frustrada rápidamente.

### El castillo de Gabrielle de Estrées
Tras la muerte de Catalina de Médici y un paso por manos de sus acreedores, el castillo fue comprado en 25 de marzo de 1596 por Gabrielle de Estrées por 39.000 escudos, un probable regalo de su amante, el rey Enrique IV. Apreciaba el castillo que ya había visitado en septiembre de 1594 y marzo de 1595 con su amante. Distinguió a Gabrielle de Estrées como marquesa de Montceaux.
Gabrielle d'Estrées, que se veía a sí misma como reina de Francia, se comprometió a reconstruir el castillo. En 1597, confió la obra a Jacques II Androuet du Cerceau. Es un castillo construido sobre un terraplén cuadrado rodeado de fosos con pabellones en los ángulos de una sencilla planta baja y cubierta imperial. Uno de los mercados de estos pabellones fue confiado a Jean de l'Orme y Rémy Collin en diciembre de 1598. Se conservan dos en el lado de la entrada. El castillo forma un cuadrilátero con fachadas que adoptan el orden colosal.
La reconstrucción comenzó en 1596 sobre los antiguos cimientos del castillo de Jean Laguette. Incluye cuatro pabellones de esquina, un ala baja en el lado de entrada con una galería lateral al patio y un pabellón de entrada en el medio. Se comenzó por la explanada. El corps de logis fue rehecho, siendo los pabellones de las esquinas y las alas del castillo de Laguette conservadas provisionalmente. En 1599 Gabrielle d'Estrées murió repentinamente. El corps de logis y los pabellones estaban casi terminados.

### El castillo de María de Médici
Enrique IV ofreció el castillo a su esposa, María de Médici, en 1601, después del nacimiento del Delfín. Las obras continuaron lentamente a partir de esa fecha y fueron confiadas en 1608 a Salomon de Brosse, sobrino de Jacques II Androuet du Cerceau. Realizó algunos cambios en el proyecto de su tío. Se dispuso un gran salón de baile en el ala izquierda. El primer piso del pabellón de entrada se convierte en una capilla. Después de que la reina decidiese construir el Palacio de Luxemburgo, las obras se detuvieron en 1622.
El castillo, propiedad de la Corona, fue cedido en 1783 al Príncipe de Conti, quien transformó un pabellón de entrada en un pabellón de caza. Confiscado como propiedad nacional en 1793, su demolición se inició en 1799 dejando solo algunos elementos de la explanada y las alas del castillo.
Hoy, solo quedan vestigios y ruinas de este castillo real.

## El castillo hoy

### Los propietarios
Toda la finca del castillo fue dividida en cinco lotes por el propietario anterior. Él mismo conservó la parte norte del bosque. La gran dependencia de los comunes, en construcción y restauración, fue adquirida por una empresa de promoción inmobiliaria para hacer apartamentos de alquiler. La parte oriental del bosque pertenece a un habitante del pueblo con un proyecto para un centro ecuestre. El pabellón de entrada —llamado Sully— y el foso sur fueron adquiridos por otro propietario, pero siguen deshabitados. El último lote, finalmente, constituye la parte principal del dominio: comprende el cuerpo de las ruinas, la antigua capilla del castillo, el pabellón denominado Conti, así como los antiguos jardines y parte del bosque. Fue adquirido por una pareja de entusiastas que se enamoraron de las ruinas y que ahora dedican todos sus medios y energías a ello. Desde el principio, quisieron revivir el sitio abriéndolo al mayor público posible, durante todo el año, durante las jornadas del patrimonio y los jardines, o bajo petición, para las asociaciones locales. También buscan devolver al castillo la vocación cultural y festiva que tuvo en su época de esplendor: en los últimos años, el parque ha acogido así diversos espectáculos y eventos (residencias de artistas, arte lírico, música, conciertos de cine, variedades, teatro, opereta). Por último, el parque también busca reencontrarse con su vocación ecuestre acomodando algunos caballos y preparando con los jinetes y clubes del entorno la recepción de eventos ecuestres (excursiones, conducción, eventos disfrazados, concurso ecuestre).

### Las restauraciones en curso
Bajo el efecto de las heladas, la lluvia, el viento y la vegetación que había permanecido incontrolada durante mucho tiempo, las ruinas, particularmente expuestas, se han deteriorado enormemente en los últimos años. Estando su integridad amenazada directamente, los propietarios actuales lanzaron un proyecto de salvaguardia de emergencia para preservar en particular las columnas y bóvedas restantes de las galerías, que amenazaban con derrumbarse. Para ello, contaron con el apoyo oficial del Drac Ile de France, el Consejo General de Seine-et-Marne, así como del Club des mécènes de patrimoine en Seine et Marne. Dada la importancia del gasto a acordar, el proyecto también fue seleccionado para una suscripción nacional por la Fondation du patrimoine.

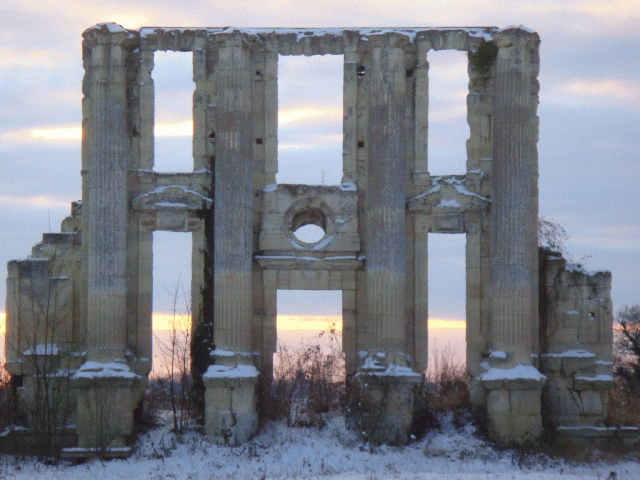
Columnas
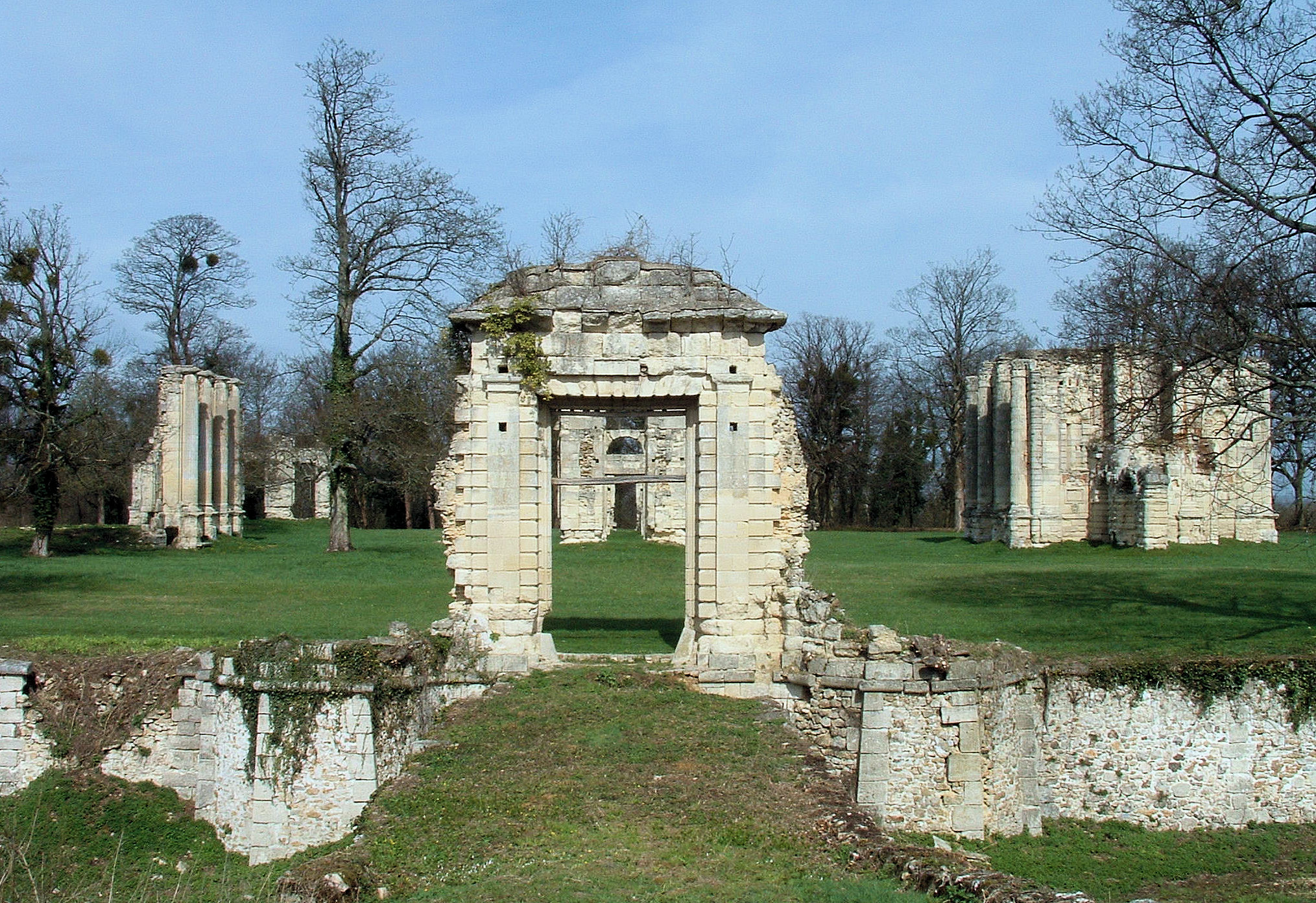
Vestigios
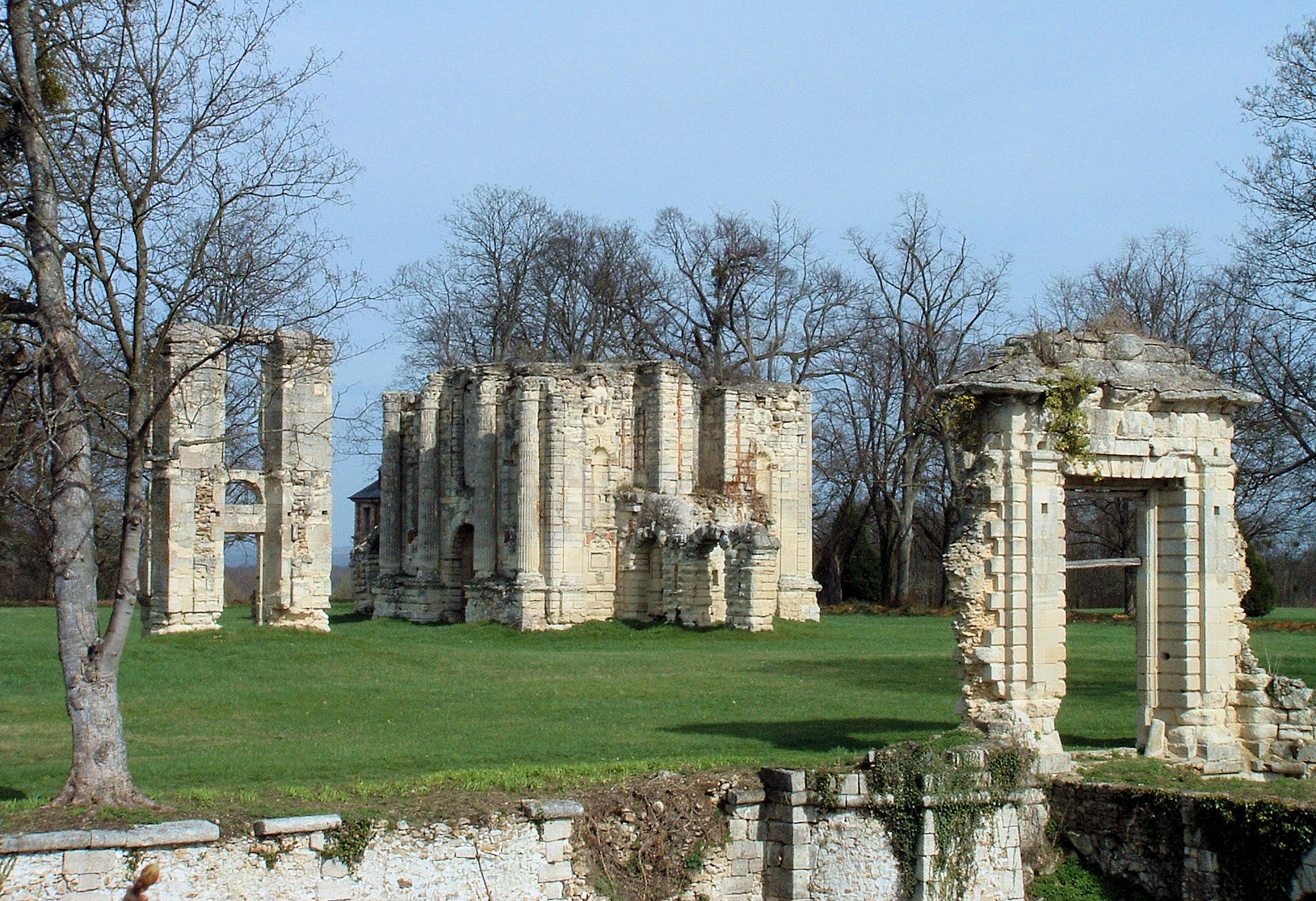
Vestigios
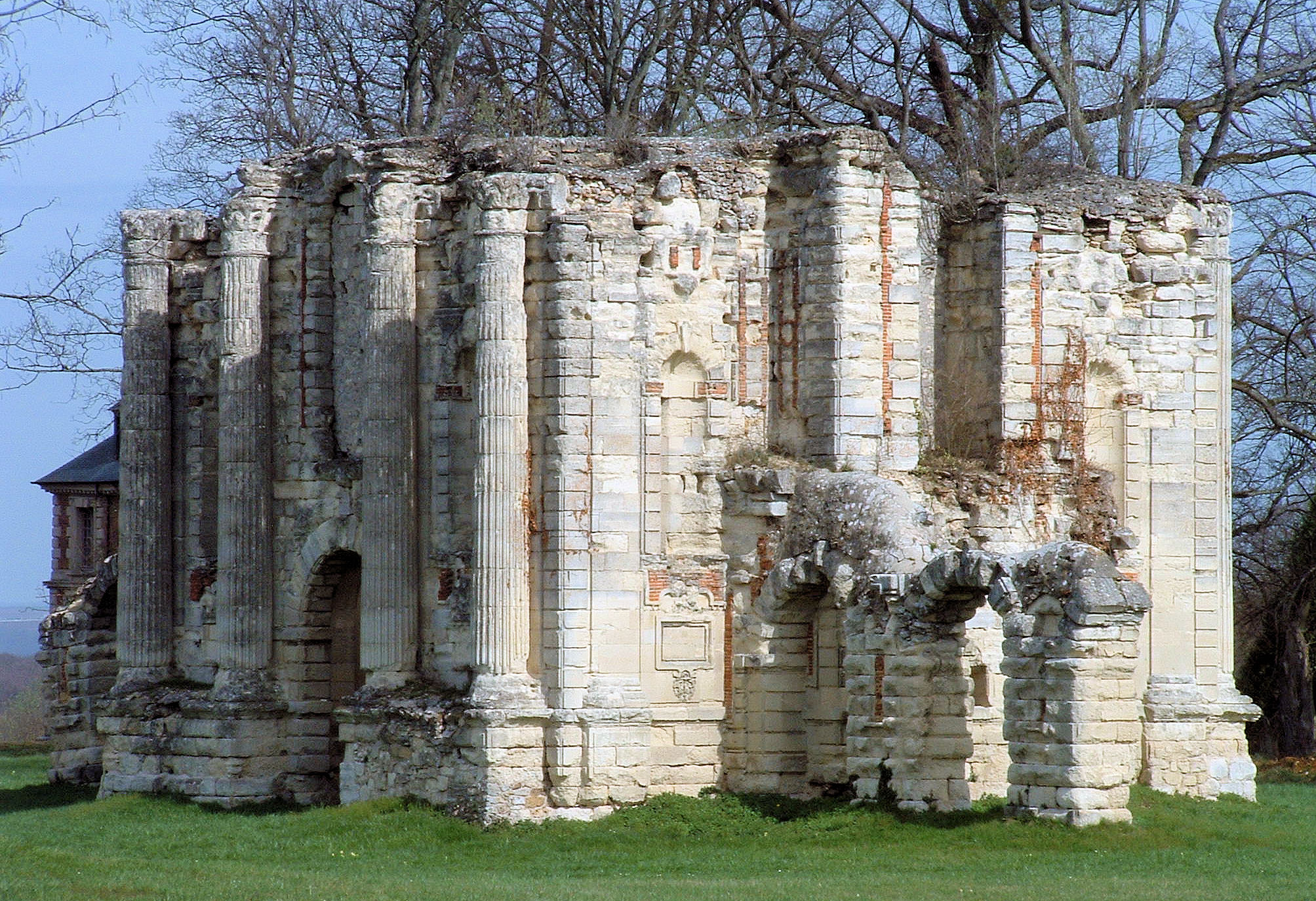
Ruinas del pabellón de entrada
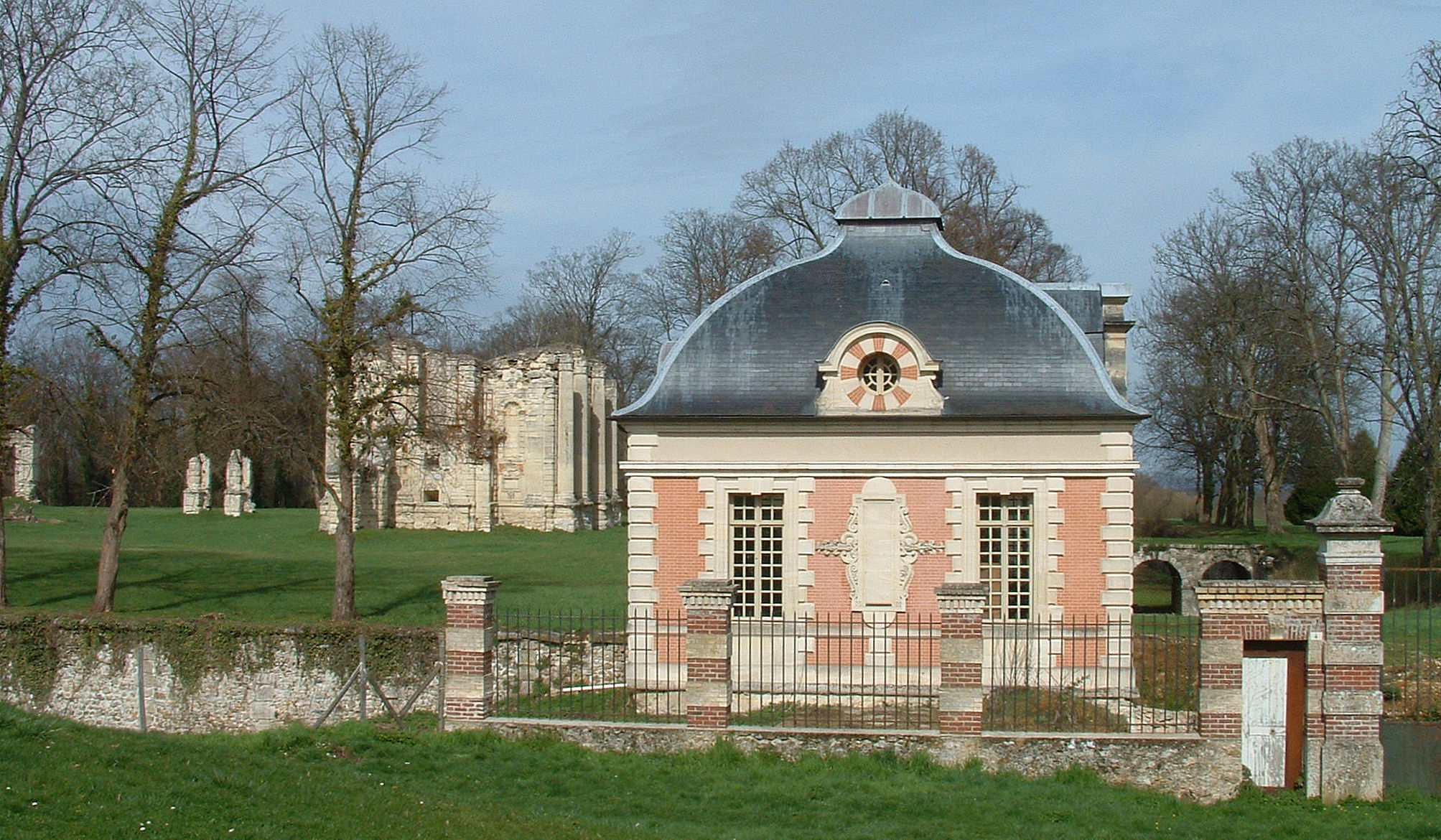
Pabellón de esquina restaurado
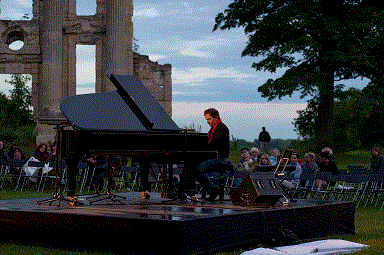
Cine-Concierto con Karol Beffa

### Lista de eventos pasados y próximos
- Concierto lírico A Travers Champs: junio de 2010;
- Residencia artística Yourte De Piano-No-Ki : primavera-otoño de 2011
- Teatro Moliere: junio de 2011;
- Festival Md6 1: septiembre de 2011;
- Teatro Chejov: junio de 2012;
- Concierto lírico Arcimboldo: mayo de 2012;
- Cine-Concierto con Karol Beffa y Johan Farjot: junio de 2012;
- Festival Md6 2: septiembre de 2012;
- Festival Depayz’arts - Noches gitanas: diciembre de 2012;
- Accueil Grognards De La Marne : abril - septiembre de 2013;
- Rodaje de la película sobre Catherine de Medici (Television Japonaise): mayo de 2013; (Difusión primavera 2014)
- Filmación Clip Musical: agosto de 2013
- Festival Md6 2013: septiembre de 2013;
- Etapa del Rally Centenario: mayo de 2014;
- Etapa de rally de coches antiguos: junio de 2014;
- Cine-Concierto con Karol Beffa: junio de 2014;
- Noche medieval Les Messagers D’elendill: septiembre de 2014;
- Espectáculo de Sons Et Lumières «Il Était Un Château… »: junio de 2015;
- Operetas del Sol (Compañía Gala y cantantes de la Ópera de París): julio de 2015;